# Balanerodus
Balanerodus — вимерлий моновидовий рід алігаторових крокодилів. Скам’янілості були знайдені в арці Фіцкарральд у перуанській Амазонії та у формації Ла Вікторія групи Хонда в Колумбії та відносяться до фризького та лавентського регіонального періоду наземних ссавців Південної Америки середнього міоцену.

## Опис
Це був нетиповий крокодил із таємничими зубами, схожими на жолуді, і співіснував з багатьма іншими крокодилами, які на той час були більш різноманітними, ніж сьогодні, включаючи наземних хижих себецидів Langstonia, масивного Purussaurus та пласкоголового качкоподібного Mourasuchus. Його зуби та різноманітність крокодилів припускають, що він займав іншу нішу, ніж вони. Ще одна тварина з зубами, схожими на жолуді, — вакіта.